# Shut Up 'n Play Yer Guitar
Shut Up 'n Play Yer Guitar je troj album kytaristy Franka Zappy, vydané v roce 1981 u Rykodisc. Album vyšlo jako tři desky: Shut Up 'n Play Yer Guitar, Shut Up ´n Play Yer Guitar Some More a Return Of The Son Of Shut Up ´n Play Yer Guitar.

## Seznam skladeb
Všechny skladby napsal Frank Zappa, mimo "Canard Du Jour" tu napsal společně s Jean-Luc Ponty.

### Disk 1 (Shut Up 'n Play Yer Guitar)

#### Strana 1
1. "five-five-FIVE" – 2:35 (1979-02-19)
2. "Hog Heaven" – 2:46 (1980-10-18)
3. "Shut Up 'n Play Yer Guitar" – 5:35 (1979-02-18)
4. "While You Were Out" – 6:09 (1979)

#### Strana 2
1. "Treacherous Cretins" – 5:29 (1979-02-17)
2. "Heavy Duty Judy" – 4:39 (1980-12-05)
3. "Soup 'n Old Clothes" – 7:53 (1980-12-11)

### Disk 2 (Shut Up 'n Play Yer Guitar Some More)

#### Strana 1
1. "Variations on the Carlos Santana Secret Chord Progression" – 3:56 (1980-12-11)
2. "Gee, I Like Your Pants" – 2:32 (1979-02-18)
3. "Canarsie" – 6:06 (1979-02-19)
4. "Ship Ahoy" – 5:26 (1976-02-03)

#### Strana 2
1. "The Deathless Horsie" – 6:18 (1979-02-19)
2. "Shut Up 'n Play Yer Guitar Some More" – 6:52 (1979-02-17)
3. "Pink Napkins" – 4:41 (1977-02-17)

### Disk 3 (Return of the Son of Shut Up 'n Play Yer Guitar)

#### Strana 1
1. "Beat It With Your Fist" – 1:39 (1980-10-30)
2. "Return of the Son of Shut Up 'n Play Yer Guitar" – 8:45 (1979-02-19)
3. "Pinocchio's Furniture" – 2:04 (1980-12-05)
4. "Why Johnny Can't Read" – 4:04 (1979-02-17)

#### Strana 2
1. "Stucco Homes" – 8:56 (1979)
2. "Canard Du Jour" – 10:12 (1972)

## Sestava
- Frank Zappa – kytara, buzuki
- Tommy Mars – klávesy
- Patrick O'Hearn – baskytara
- Denny Walley – doprovodná kytara
- Ray White – doprovodná kytara
- Bob Harris – klávesy
- Peter Wolf – klávesy
- Ed Mann – perkuse
- Ike Willis – doprovodná kytara
- Arthur Barrow – baskytara
- Terry Bozzio – bicí
- Vinnie Colaiuta – bicí
- Warren Cuccurullo – doprovodná kytara, sitár
- Roy Estrada – zpěv
- Bob Harris – klávesy
- Andre Lewis – klávesy
- Eddie Jobson – klávesy
- Steve Vai – doprovodná kytara
- Jean-Luc Ponty – bariton housle